# 凱瑟琳·詹金斯
凱瑟琳·詹金斯（英語：Katherine Jenkins；1980年6月29日—）是威爾士抒情歌歌手和歌曲作者。她是跨界音樂歌手，演奏了一系列的歌劇，流行歌曲，音樂劇和讚美詩。
凱瑟琳·詹金斯在年輕時贏得唱歌比賽，曾在皇家音樂學院學習。 2003年，她在威斯敏斯特主教座堂唱歌，紀念教宗若望保祿二世的二十五週年慶典。

## 外部連結
- 官方网站
- Katherine Jenkins在互联网电影资料库（IMDb）上的資料（英文）